# Saitama Super Arena
A Saitama Super Arena (さいたまスーパーアリーナ, pronuncia-se Saitama Sūpā Arīna), é um complexo de esportes e entretenimento, localizado em Chuo-ku, cidade de Saitama, na região de Tóquio, no Japão. Entre suas atrações permanentes incluem o Museu John Lennon.
Acesso
- 3 minutos a pé da JR East Keihin Tohoku / Utsunomiya / Takasaki Line Saitama-Shintoshin Station
- 7 minutos a pé da JR East Saikyo Line Kita-Yono Station